# Dudley Morton
Dudley Walker Morton (ur. 17 lipca 1907 w Owensboro, Kentucky, zm. 11 października 1943 w Cieśninie La Pérouse’a) – komandor porucznik (Commander) United States Navy, najsłynniejszy amerykański dowódca okrętów podwodnych z czasów II wojny światowej, który dowodząc podczas pięciu patroli bojowych USS „Wahoo” (SS-238) zatopił 27 jednostek japońskich o łącznym tonażu 119 100 BRT oraz uszkodził 2 jednostki o tonażu 24 900 BRT. Nosił przydomek „Mush”.
Zginął 11 października 1943 wraz z całą załogą swojego okrętu podczas siódmego patrolu w Cieśninie La Pérouse’a, w wyniku połączonej operacji japońskiego lotnictwa i floty. Według danych japońskich, w trakcie ostatniego patrolu najprawdopodobniej zatopił kolejne jednostki. Przed objęciem dowództwa USS „Wahoo” służył jako członek dowództwa USS R-5, a wcześniej krótkookresowo na okrętach: USS „Saratoga”, „Chicago”, „Canopus”, „Fairfax” oraz S-37.
W czasie dowodzenia „Wahoo”, miał status najskuteczniejszego amerykańskiego dowódcy okrętów podwodnych. Wprowadził nowy styl dowodzenia okrętem podwodnym, w którym obserwacją za pomocą peryskopu zajmuje się I oficer, dowódca zaś okrętu zajmuje się wypracowywaniem decyzji o taktyce ataku i kieruje jego przebiegiem na podstawie informacji dostarczanych przez I oficera. Nad jego reputacją zaciążyła sprawa strzelania do wypełnionych japońską piechotą morską i indyjskimi jeńcami łodzi ratunkowych z zatopionego przez „Wahoo” statku transportowego „Buyō Maru”. W wyniku ostrzału zginęło 195 jeńców indyjskich i 87 żołnierzy japońskich.
Śmierć Mortona wywołała szok w amerykańskiej flocie podwodnej, podobny do tego jaki był udziałem Niemców po śmierci Günthera Priena na U-47 oraz Brytyjczyków po stracie Malcolma Wanklyna na „Upholderze”.
Za swą służbę Dudley „Mush” Morton czterokrotnie otrzymał Navy Cross. Udekorowany został także Distinguished Service Cross, Presidential Unit Citation, Medalem Amerykańskiej Służby Obronnej (dwukrotnie), Medalem Kampanii Amerykańskiej oraz Medalem Kampanii Azji-Pacyfiku. Pośmiertnie odznaczony został Purpurowym Sercem oraz Medalem Zwycięstwa w II Wojniey Światowej. Prawdopodobnie z powodu sprawy „Buyō Maru” – mimo dużego wsparcia politycznego oraz ze strony najwyższych dowódców US Navy, nigdy – także pośmiertnie – nie otrzymał Medalu Honoru, a udekorowano nim pośmiertnie podobnie zasłużonego Samuela Davida Dealeya.